# Muscina japonica
Muscina japonica är en tvåvingeart som beskrevs av Shinonaga 1974. Muscina japonica ingår i släktet Muscina och familjen husflugor. Inga underarter finns listade i Catalogue of Life.